# FEBC FM
FEBC FM은 대한민국의 방송국 극동방송의 라디오 채널 중 하나이다. 수도권에서 AM 1188kHz, FM 106.9㎒로 방송되며 매일 오전 4시부터 다음 날 오전 4시까지 하루 24시간 방송된다. 2000년 12월 23일부터 FM 방송이 개국되었으며, 해외에서는 극동방송 앱에서 청취할 수 있다.

## 연혁
- 1954년 5월 1일 재단법인 한국복음주의 방송협회 창립
- 1954년 7월 27일 체신부(현 과학기술정보통신부)로부터 무선국 허가 취득
- 1956년 12월 23일 경기도 인천시 학익동에서 극동방송 개국 (주파수: 중파 1230 kHz, 단파 11940 kHz 호출부호: HLKX)
- 1958년 5월 12일 중파방송 주파수 변경 (1230 kHz → 1065 kHz)
- 1960년 9월 2일 중파방송 주파수 변경 (1065 kHz → 1060 kHz), 출력 50kW로 증강
- 1961년 1월 19일 방송국 명칭 국제복음방송국으로 변경
- 1962년 7월 1일 방송국을 인천시 학익동에서 인천시 북성동3가로 이전
- 1963년 1월 1일 무선국 허가 상실
- 1963년 3월 16일 무선국 재허가
- 1966년 12월 23일 중파방송 주파수 변경 (1060 kHz → 1190 kHz)
- 1967년 1월 3일 단파방송 주파수 변경 (11955 kHz → 5850 kHz)
- 1967년 5월 1일 방송국 명칭 팀 라디오 극동방송으로 변경
- 1967년 12월 23일 경기도 인천시 북성동3가에서 서울특별시 마포구 상수동으로 방송국 이전
- 1977년 1일 1일: 극동방송, 아세아방송과 공동 운영
- 1978년 12월 23일 극동방송 AM 주파수 변경
  - 극동: 1190 kHz → 1188 kHz
- 1987년 8월 25일 극동방송 출력 100kW로 증강
- 1987년 11월 2일 보도 및 광고, 협찬방송 개시
- 1988년 6월 18일 AM 송신소를 인천 논현동에서 경기도 시흥시 방산동으로 이전
- 2000년 12월 23일 - 극동방송 본사 표준FM 개국 (호출부호 HLKX-SFM, 주파수 초단파 106.9 MHz, 출력 5㎾, 관악산 송신소 전파 발사)
- 2018년 12월 극동방송 백령도 중계소 허가 (주파수 : 초단파 106.9MHz)
- 2020년 10월 12일 극동방송 AM 송신소를 시흥시 방산동에서 안산시 단원구 대부남동으로 이전

## 방송 프로그램 (편성표)
2024년 11월 25일 기준
- 대한민국에 있는 극동방송은 1956년 12월 23일에 개국하였다. 개국 당시 방송국은 인천에 있었으며, 1967년 12월 23일에 마포구 상수동으로 이전하여 현재에 이르고 있다. 개국 당시에는 한국어, 중국어, 소련어, 몽골어, 영어로 방송하였다. 현재는 한국어, 중국어, 러시아어, 영어, 일본어 방송을 송출한다. 몽골어 방송은 1980년 12월 31일에 중단되었다. 현재 이사장은 수원중앙침례교회 원로목사이자 침례교 세계연맹(en:Baptist World Alliance) 총회장을 지낸 김장환이다.

- 전국 주파수 정보 및 안내

서울 (중파 1188㎑, 초단파 106.9㎒), 창원(초단파 98.1㎒/ 진주 초단파 92.5㎒), 대전(공주 초단파 93.3㎒), 울산(초단파 107.3㎒), 제주(중파 1566㎑, 제주시 초단파 104.7㎒/ 서귀포 초단파 101.1㎒), 목포(초단파 100.5㎒), 강원(강릉 초단파 90.1㎒/ 삼척 초단파 100.9㎒/ 속초 초단파 102.9㎒/ 원주 초단파 104.3㎒/ 춘천 초단파 92.9㎒), 포항(초단파 90.3㎒/ 울릉 초단파 96.7㎒), 부산(초단파 93.3㎒/ 녹산 초단파 96.7㎒), 대구(초단파 91.9㎒/ 구미 초단파 105.9㎒), 광주(초단파 93.1㎒) 전남동부(여수)(광양 초단파 97.5㎒/ 여수 초단파 92.9㎒) 전북(익산) (초단파 91.1㎒)에 전국지사 및 중계소가 있다. FM은 국내를 대상으로 방송을 하고 있으며 전체 한국어로 방송한다. AM은 북한이나 중국, 일본, 러시아인들을 위한 방송을 별도로 저녁에 진행하고 그 이외의 시간은 FM 방송과 같은 내용을 방송한다. 서울에서는 아침 7시부터 8시까지, 저녁 7시부터 8시까지는 중국어 방송을 송출한다. 저녁 8시부터 밤 12시까지는 서울특별시에 소재한 본사를 직접 통하여 미국의 소리 한국어 방송을 재전송하며 밤 12시부터 익일 오전 4시까지는 자유 아시아 방송을 재전송한다. 제주에서는 오후 8시부터 익일 오전 2시까지 중국어, 일본어, 러시아어 방송을 송출한다. 오후 7시부터 8시까지 자유 아시아 방송을 재전송하며 익일 오전 2시부터 3시까지 미국의 소리 한국어 방송을 재전송한다. 한편 러시아어 방송은 1995년에 러시아 하바로프스크에 별도의 방송국을 설립해 운영한다. 또한 최근에는 모퉁이돌선교회의 광야의 소리 방송이 일부 요일에 제주극동방송과 서울극동방송을
iMBC PlayerCue로 통해 새벽에 송출되고 있기도 하다.
대부분의 콘텐츠는 본사에서 제작하여 방송하나, 중국어의 경우 홍콩 극동방송에서, 일본어의 경우에는 일본 극동방송에서, 러시아어의 경우에는 러시아 극동방송에서 제작한 것을 그대로 송출하고 있으며, 각 지역방송사에서 일부 자체제작된 프로그램을 송출하기도 한다.
제주의 AM은 따로 아세아방송이라는 이름으로 운영되었으나, 2001년에 제주극동방송으로 명칭을 통합하였다. 2006년부터는 인터넷을 통한 TV 동영상 방송을 송출하고 있다. 2016년 8월 26일 방통위로부터 FM 방송이 허가되었다. 제주 FM 방송은 12월 시험방송을 거쳐 2017년 10월 20일에 개국하였다.
미국 (중파 1230㎑) 캘리포니아주 로스앤젤레스에 지사를 두고 있다. 2012년 7월 2일에 개국하였다.

#### 멘트
- 극동방송을 듣게 하세요. 기적이 일어납니다! 우리는 지금 생명을 전하고 있습니다.

#### 로고송
- 이전에는 남자 2명이 부른 사장조의 '아름다운 찬양과 기쁜 소식 전하는 극동방송' 징글을 사용하였으며, 최근 '아름다운 찬양과 기쁜 소식 전하는 우리의 극동방송'으로 가사가 수정된 징글을 여자 한명이 C장조로 부른 버전과 두 명이 E장조로 이어 부른 버전으로 시보 이전에 내보내고 있다. 그리고 지방방송의 경우 FEBC Mission FM이라는 칭호를 붙이기도 한다. (서울: 밤 9시부터 익일 새벽 2시까지의 시보에 해당) 그 외 서울 꺼 새벽 3시부터 저녁 8시까지 FEBC Mission FM이라고 하지 않음

#### 시보
"중파 1188Khz, 표준FM 106.9Mhz, 아름다운 찬양과 기쁜 소식을 전하는 극동방송입니다. -광고 후- (광고주)가 O시를 알려드립니다."
"중파 1188Khz, 표준 FM 106.9Mhz, 아름다운 찬양과 구원의 기쁜 소식을 전하는 여러분의 극동방송입니다. HLKX. O시를 알려드립니다."
"'주여 통일을 앞당겨 주옵소서 중파 1188Khz, 표준FM 106.9Mhz, 통일을 위해 기도하는 여러분의 극동방송입니다. HLKX. O시를 알려드립니다.
"'복음 60년, 또 복음 60년!' 중파 1188Khz, 표준FM 106,9Mhz, 복음 통일을 준비하는 극동방송입니다. HLKX. O시를 알려드립니다.
"'깨어 있으라!' 2017년 극동방송 사역표어입니다. 중파 1188Khz, 표준FM 106.9Mhz, 대한민국 선교중심 극동방송입니다. HLKX. 극동방송에서 O시를 알려드립니다.
"'살아나리라!' 2018년 극동방송 사역표어입니다. 중파 1188Khz, 표준FM 106.9Mhz, 대한민국 선교중심 극동방송입니다. HLKX. 극동방송에서 O시를 알려드립니다.
"'자유케 하리라!' 2019년 극동방송 사역표어입니다. 중파 1188Khz, 표준FM 106.9Mhz, 대한민국 선교중심 극동방송입니다. HLKX. 극동방송에서 O시를 알려드립니다."
"'승리하리라!' 2020년 극동방송 사역표어입니다. 중파 1188Khz, 표준FM 106.9Mhz, 때를 얻든지 못 얻든지 오직 복음만을 전하는 대한민국 선교중심 극동방송입니다. HLKX. 극동방송에서 O시를 알려드립니다.
"'여호와께로 돌아가자!' 2021년 극동방송 사역표어입니다. 중파 1188Khz, 표준FM 106.9Mhz, 대한민국 선교중심 극동방송입니다. HLKX. 극동방송에서 O시를 알려드립니다.
"'하나님을 찬양하라!' 2022년 극동방송 사역표어입니다. 중파 1188Khz, 표준FM 106.9Mhz, 대한민국 선교중심 극동방송입니다. HLKX. 극동방송에서 O시를 알려드립니다.
"'하나님을 가까이 하라!' 2023년 극동방송 사역표어입니다. 중파 1188Khz, 표준FM 106.9Mhz, 대한민국 선교중심 극동방송입니다. HLKX. 극동방송에서 O시를 알려드립니다.
"'믿음으로 살리라!' 2024년 극동방송 사역표어입니다. 중파 1188Khz, 표준FM 106.9Mhz, 대한민국 선교중심 극동방송입니다. HLKX. 극동방송에사 O시를 알려드립니다.
"'여호와께 맡기라!' 2025년 극동방송 사역표어입니다. 중파 1188khz, 표준FM 106.9Mhz 대한민국 선교중심 극동방송입니다. HLKX. 극동방송에서 O시를 알려드립니다.
"중파 1188Khz, 표준FM 106.9Mhz, 대한민국 선교중심 극동방송입니다. HLKX. (현대자동차 광고) 현대자동차가 O시를 알려드립니다.
"중파 1188Khz, 표준FM 106.9Mhz, 대한민국 선교중심 극동방송입니다. HLKX. (삼성전자 광고) 삼성전자가 O시를 알려드립니다.
- 보통 시보는 광고없이 주파수를 알리고 O시를 알려드립니다 하고 시보음이 나온다[14] (시보음은 지역국마다 다름) 여담으로 시보 직전에 광고를 한 적이 있으며, 실시하지 않을 때는 시보 전에 사역표어를 말한다.

## 주파수
| 방송국           | 호출부호 | 송신소          | 주파수      | 출력  | 송신소 위치                                    | 개국일                |
| ---------------- | -------- | --------------- | ----------- | ----- | ---------------------------------------------- | --------------------- |
| FEBC FM          | HLKX     | 대부도 송신소   | AM 1188kHz  | 100kW | 경기도 안산시 단원구 대부남동 1126-130         | 1956년 12월 23일      |
| FEBC FM          | HLKX-SFM | 관악산 송신소   | FM 106.9MHz | 5kW   | 경기 안양시 동안구 비산동 산3-1                | 2000년 12월 23일      |
| FEBC FM          | HLKX-SFM | 백령도 중계소   | FM 106.9MHz |       | 인천 옹진군 백령면 진촌리 산75-1               | 2020년 이후           |
| 강원극동방송     | HLDY-FM  | 괘방산 송신소   | FM 90.1MHz  | 3kW   | 강원 강릉시 강동면 정동진리 산19               | 2001년 8월 27일       |
| 강원극동방송     | HLDY-FM  | 속초 중계소     | FM 102.9MHz | 70W   | 강원 속초시 설악동 산3-1 목우재                | 2003년 7월 14일       |
| 강원극동방송     | HLDY-FM  | 초록봉 중계소   | FM 100.9MHz | 90W   | 강원 동해시 비천동 산243-2                     | 2009년 6월 19일       |
| 강원극동방송     | HLDY-FM  | 백운산 중계소   | FM 104.3MHz | 300W  | 강원 원주시 판부면 서곡리 산166                | 2024년 11월 25일 개국 |
| 강원극동방송     | HLDY-FM  | 대룡산 중계소   | FM 92.9MHz  | 500W  | 강원 춘천시 동내면 대룡산길 944 (고은리 산1-2) | 2025년 개국예정       |
| 대전극동방송     | HLAD-FM  | 식장산 송신소   | FM 93.3MHz  | 5kW   | 대전 동구 낭월동 산43                          | 1989년 12월 1일       |
| 대전극동방송     | HLAD-FM  | 봉황산 중계소   | FM 93.3MHz  | 500W  | 충남 공주시 반죽동 산2-1                       | 1997년 7월            |
| 전북극동방송     | HLEN-FM  | 미륵산 송신소   | FM 91.1MHz  | 1kW   | 전북 익산시 삼기면 연동리 산6                  | 2019년 4월 13일       |
| 광주극동방송     | HLED-FM  | 무등산 송신소   | FM 93.1MHz  | 1kW   | 광주 북구 금곡동 산1-1                         | 2012년 5월 26일       |
| 목포극동방송     | HLKW-FM  | 양을산 송신소   | FM 100.5MHz | 1kW   | 전남 목포시 용해동 산34-1                      | 2001년 4월 2일        |
| 전남동부극동방송 | HLEI-FM  | 구봉화산 송신소 | FM 97.5MHz  | 1kW   | 전남 광양시 성황동 산228                       | 2015년 11월 28일      |
| 전남동부극동방송 | HLEI-FM  | 구봉산 중계소   | FM 92.9MHz  | 100W  | 전남 여수시 여서동 산163-3                     | 2016년 3월 24일       |
| 대구극동방송     | HLKK-FM  | 와룡산 송신소   | FM 91.9MHz  | 1kW   | 대구 달서구 이곡동 산1                         | 2011년 2월 12일       |
| 대구극동방송     | HLKK-FM  | 구미 중계소     | FM 105.9MHz | 200W  | 경북 구미시 옥계동 산20 (KT)                   | 2015년 11월 27일      |
| 포항극동방송     | HLDZ-FM  | 도음산 송신소   | FM 90.3MHz  | 3kW   | 경북 포항시 북구 흥해읍 대련리 1104-1          | 2001년 11월 12일      |
| 포항극동방송     | HLDZ-FM  | 삼각산 중계소   | FM 96.7MHz  | 500W  | 경북 울릉군 울릉읍 사동리 산29-1 (KBS포항)     | 2023년 11월 10일      |
| 부산극동방송     | HLQQ-FM  | 봉래산 송신소   | FM 93.3MHz  | 1kW   | 부산 영도구 신선동3가 산1-3                    | 2008년 4월 26일       |
| 부산극동방송     | HLQQ-FM  | 녹산 중계소     | FM 96.7MHz  | 20W   | 부산 강서구 생곡동 산10-3 봉화산               | 2014년 1월 27일       |
| 울산극동방송     | HLQR-FM  | 무룡산 송신소   | FM 107.3MHz | 3kW   | 울산 북구 어물동 산195-3                       | 2002년 2월 25일       |
| 창원극동방송     | HLDD-FM  | 불모산 송신소   | FM 98.1MHz  | 5kW   | 경남 창원시 성산구 천선동 산213-8              | 1996년 3월 16일       |
| 창원극동방송     | HLDD-FM  | 월아산 중계소   | FM 92.5MHz  | 500W  | 경남 진주시 진성면 동산리 산131                | 2014년 10월           |
| 제주극동방송     | HLAZ     | 애월 송신소     | AM 1566kHz  | 250kW | 제주 제주시 애월읍 구엄리 444                  | 1973년 6월 30일       |
| 제주극동방송     | HLAZ-SFM | 연동 송신소     | FM 104.7MHz | 1kW   | 제주 제주시 연동                               | 2017년 10월 21일      |
| 제주극동방송     | HLAZ-SFM | 삼매봉 중계소   | FM 101.1MHz | 1kW   | 제주 서귀포시 서홍동 822-1                     | 1997년 9월 3일        |

## 같이 보기
- MBC 표준FM
- CBS 표준FM
- TBS eFM
- MBC TV
- SBS TV
- MBN
- 퀴니
- 매직TV